# Collégiale Notre-Dame des Andelys
Pour les articles homonymes, voir Collégiale Notre-Dame et Notre-Dame.
La collégiale Notre-Dame des Andelys est une ancienne collégiale qui se dresse sur la commune française des Andelys dans le département de l'Eure et le diocèse d'Évreux, en région Normandie. Construite en 1225 sur les ruines d'un couvent de femmes fondée en 511 par sainte Clotilde, épouse de Clovis Ier, c'est la plus ancienne fondation de monastère attestée en Haute Normandie.
L'église fait l’objet d’un classement au titre des monuments historiques par la liste de 1840.

## Historique

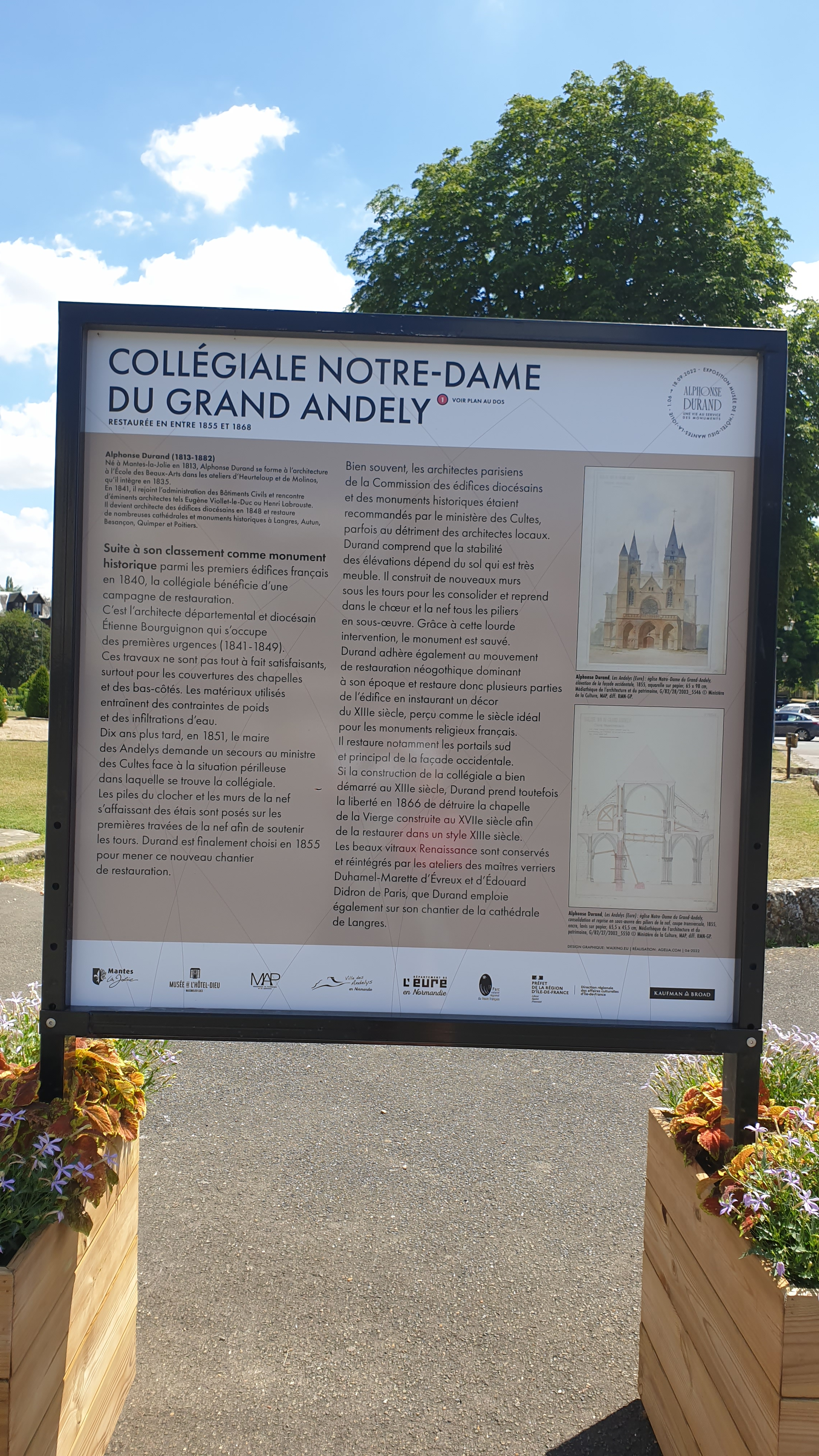
Panneau affiché à l'extérieur de la Collégiale donnant des informations sur son histoire

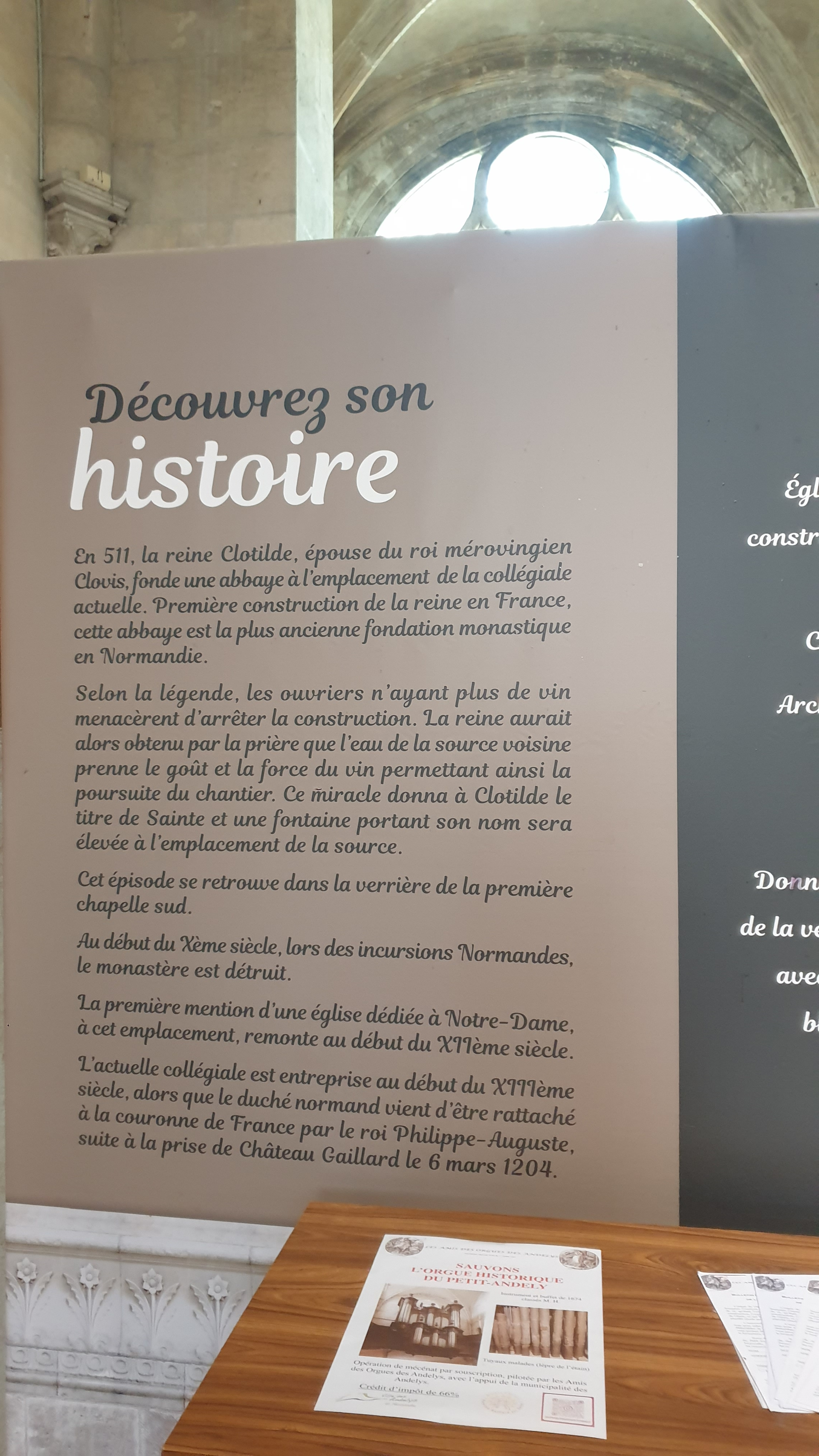
Affichage dans l'église à l'occasion des travaux de rénovation, informant sur la fondation et l'histoire du bâtiment

## Description

### Extérieur
Les travaux de construction et d'embellissement se poursuivirent jusqu'à la fin du XVIIe siècle, et d'importantes restaurations furent effectuées en 1860 par l'architecte diocésain Alphonse Durand,.
L'église est de vastes dimensions, avec un chevet de plan carré.
La façade est du XIIIe siècle et fut en partie restaurée au XIXe siècle. Les deux tours qui l'encadrent contiennent les trois cloches.
Le portail sud est de style gothique flamboyant des XVe et XVIe siècles. Le portail nord a été construit du temps du roi Henri II (1547-1559) en style Renaissance.
L'église possédait une tour centrale et une flèche, détruites durant la Seconde Guerre mondiale.

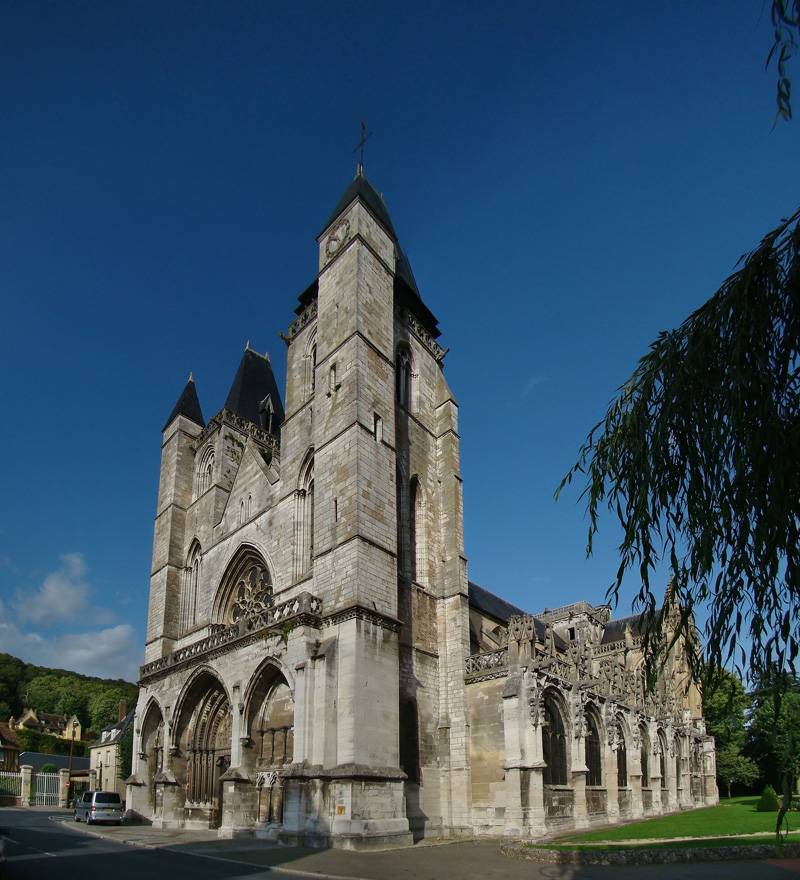
Façade ouest.
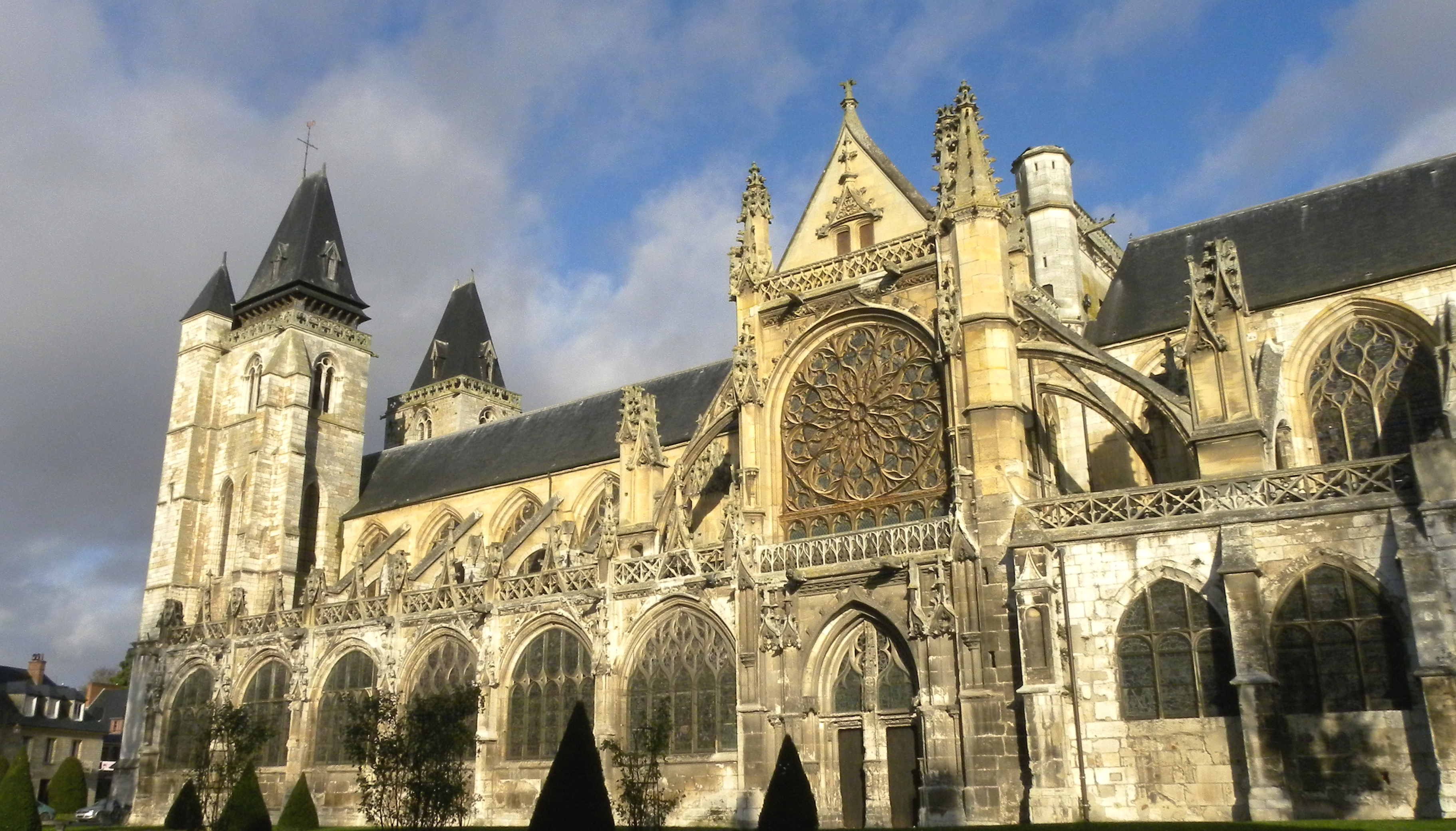
Vue du flanc sud.
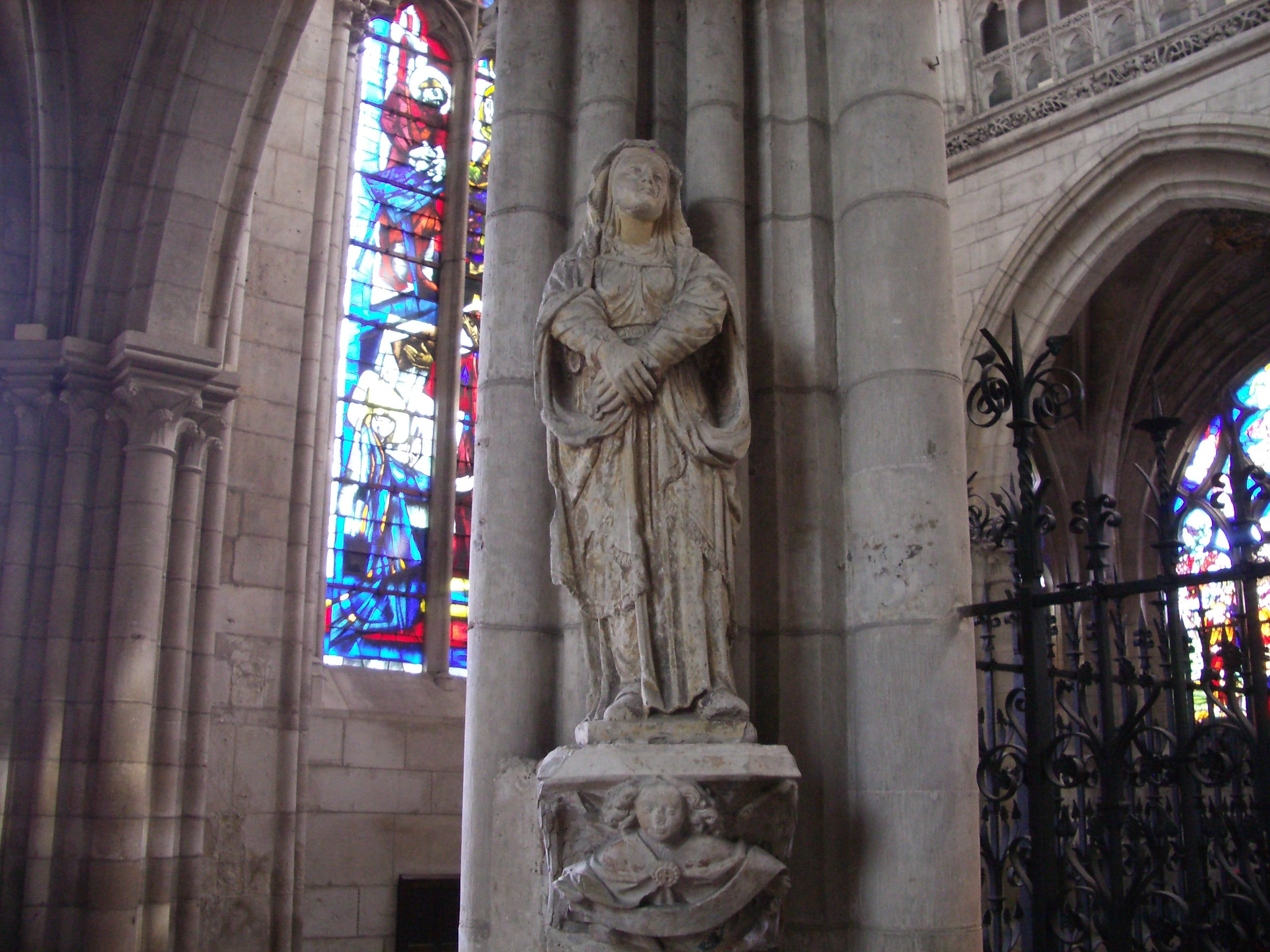
Intérieur (détail).
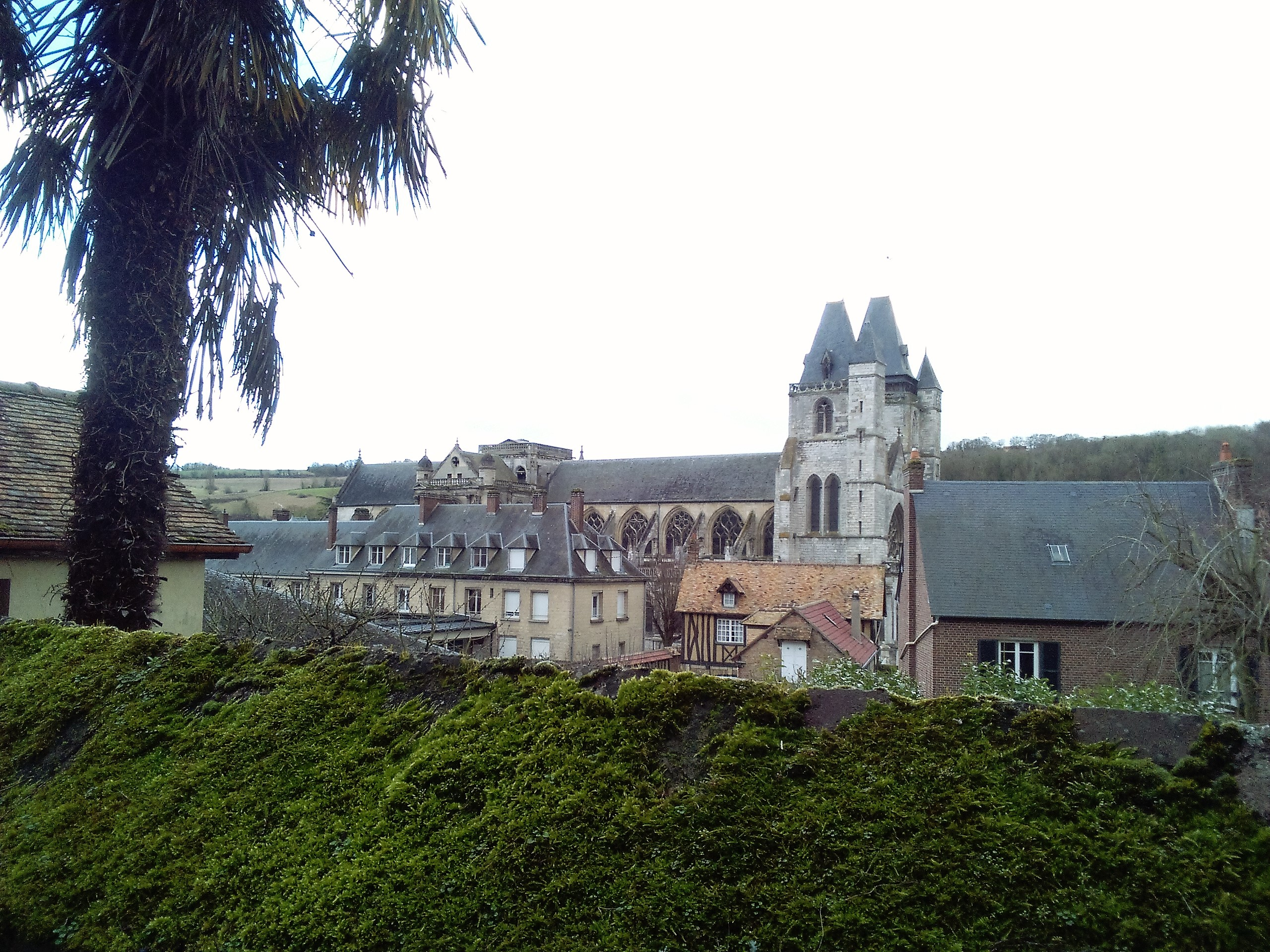
Vue plongeante du boulevard du chapitre : on devine l'emplacement de la tour.

### Intérieur

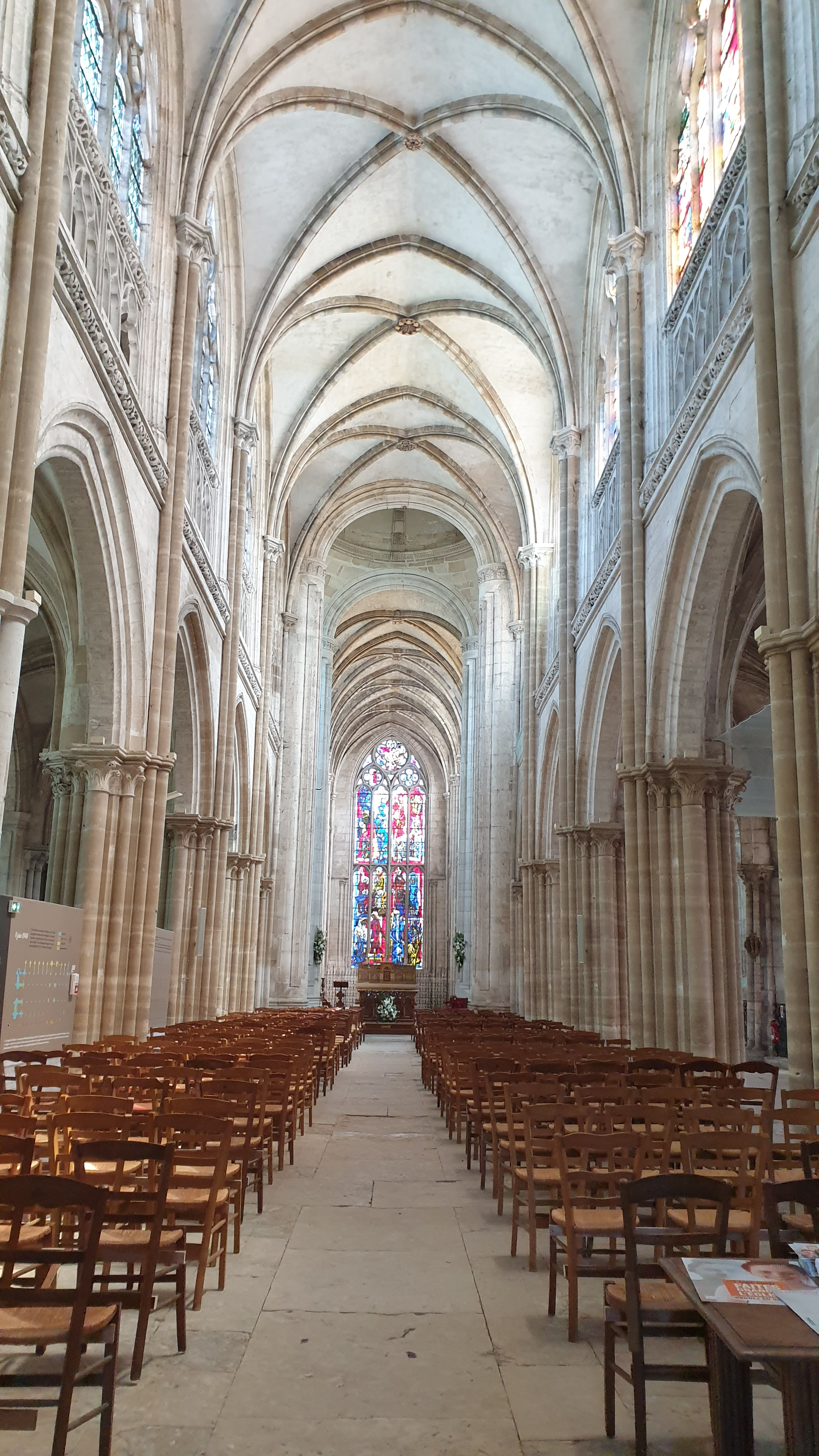

Les dimensions de la collégiale sont de 70 m de longueur, 24 m de largeur au transept et 21 m sous la voûte.

#### Vitraux
Ils ont été exécutés en grande partie par des maîtres verriers du XVe siècle. Les vitraux du bas-côté sud sont datés de 1540 et ceux du haut de la nef de 1560.
Romain Buron est l'un des auteurs de ces vitraux.
Arnoult de Nimègue (1475-1540) est l'auteur flamand des Saint-Sébastien, Saint-Jean-Baptiste, la Vierge et Saint-Jean l'évangéliste.
La verrière de la vie de sainte Clotilde a été offerte par Alexandre La Vache, seigneur de Radeval et de Marguerite Hallé d'Orgeville, son épouse, vers 1540-1550. Sa restauration et ses compléments sont de Didron (1866).

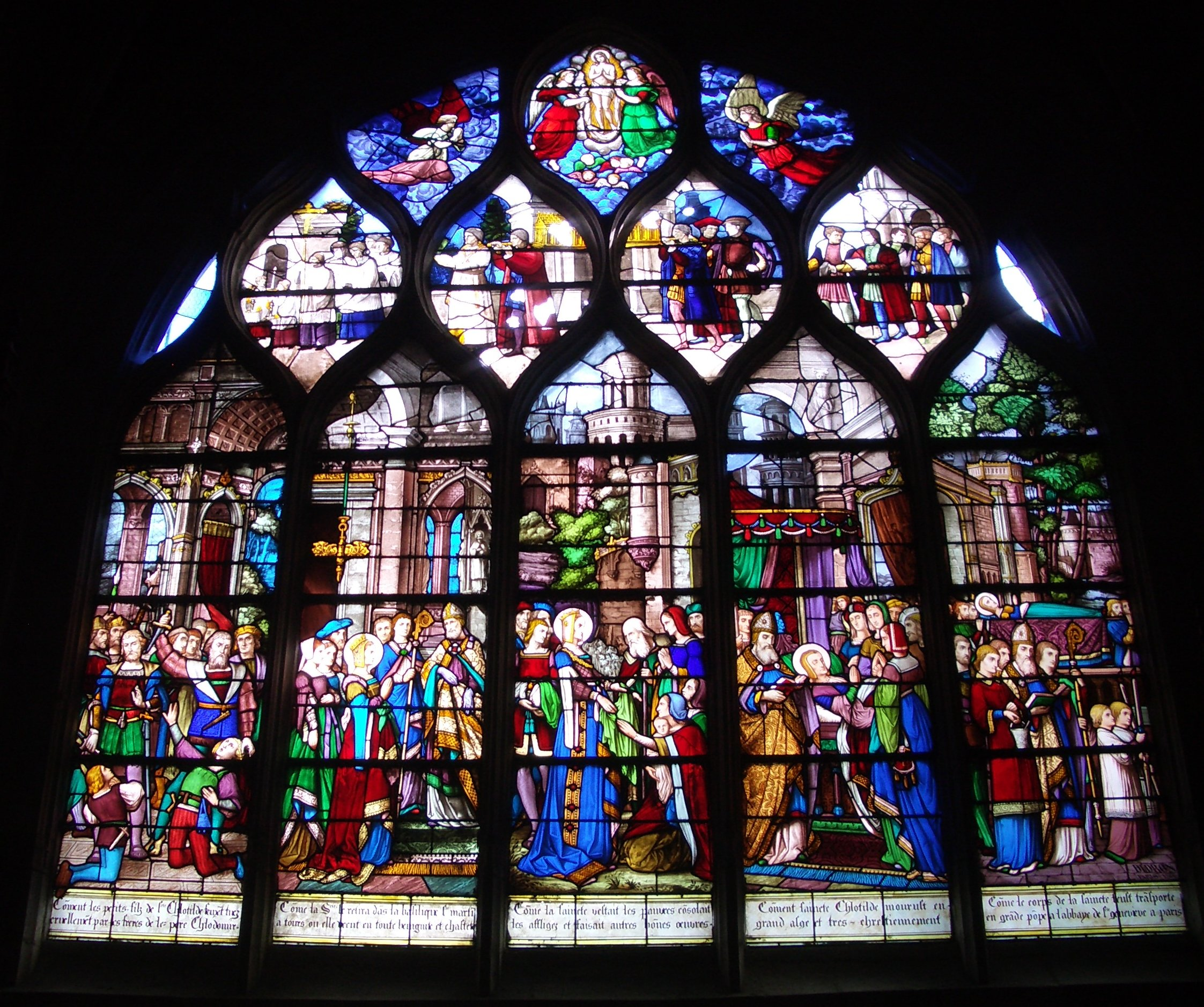
Vie de sainte Clotilde - vitrail du XVIe siècle, restauré par Édouard Didron en 1866
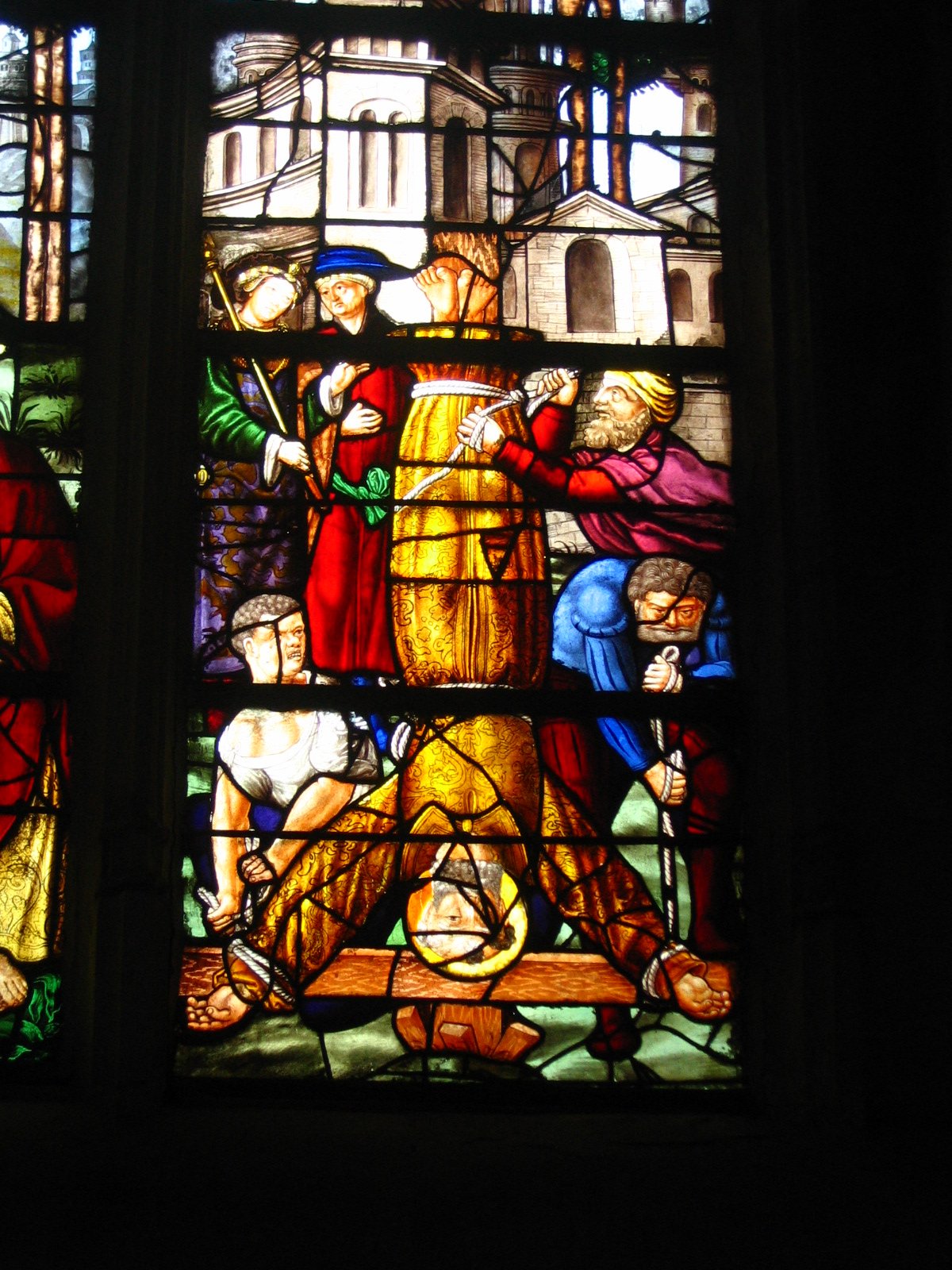
Le Crucifixion de saint Pierre - vitrail du XVIe siècle

Les travaux de restauration des ouvrages ont été confiés à Édouard Didron et aux ateliers Duhamel Marette.
Le peintre-verrier Pierre Gaudin a aussi participé à la restauration des vitraux et est l'auteur de deux œuvres, notamment pour la grande baie du chœur.
Sous les verrières du côté nord se trouve une frise sculptée qui présente des scènes de la vie rurale.

#### Orgues

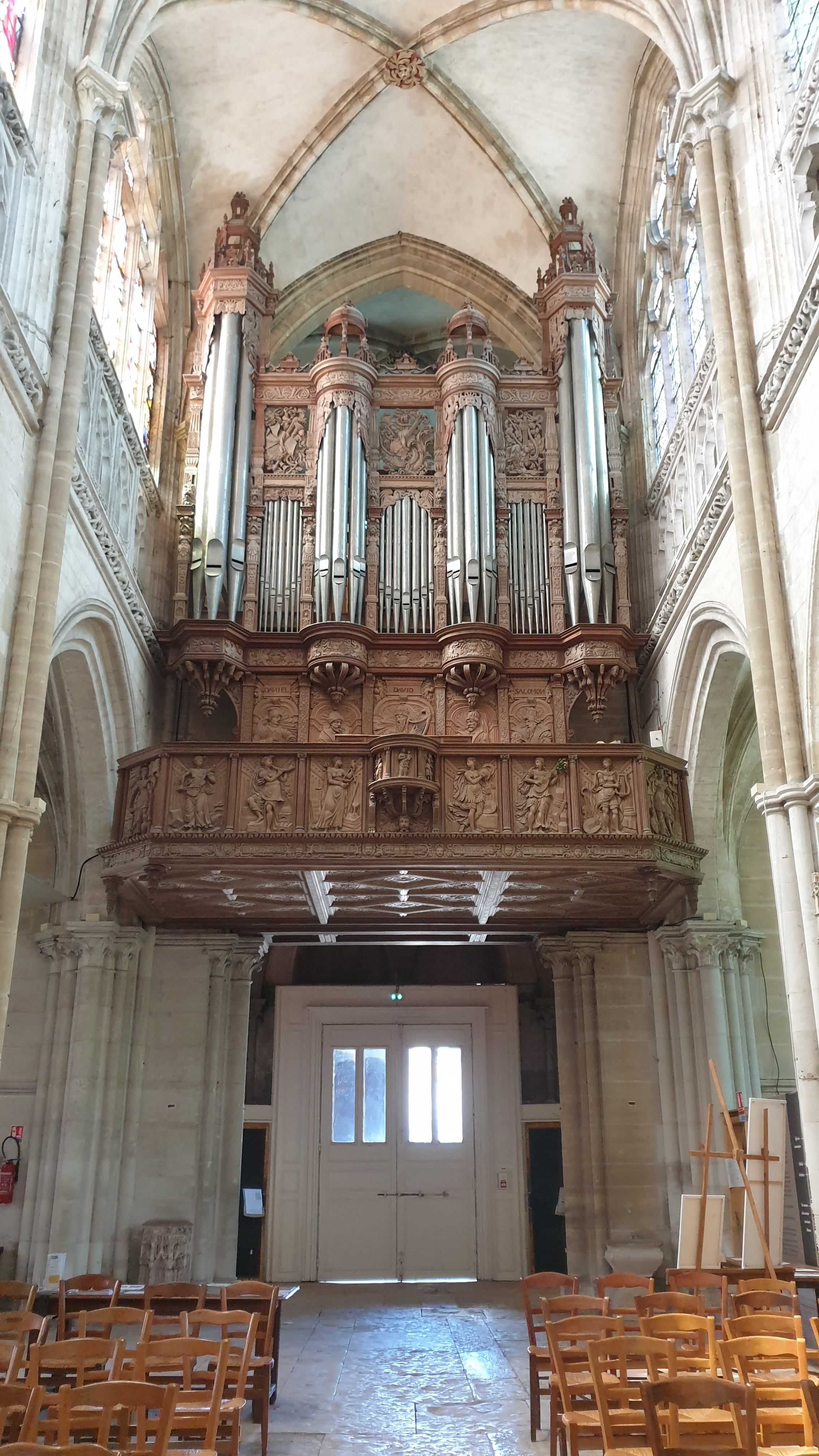
Vue des orgues de la Collégiale Notre Dame après rénovation à l'été 2022

Le buffet d'orgue est en bois sculpté de 1573, il représente des scènes bibliques, mais aussi des scènes de la mythologie et des représentations des sciences connues à l'époque.

Le facteur d'orgues Aristide Cavaillé-Coll est à l'origine de l'actuel instrument.

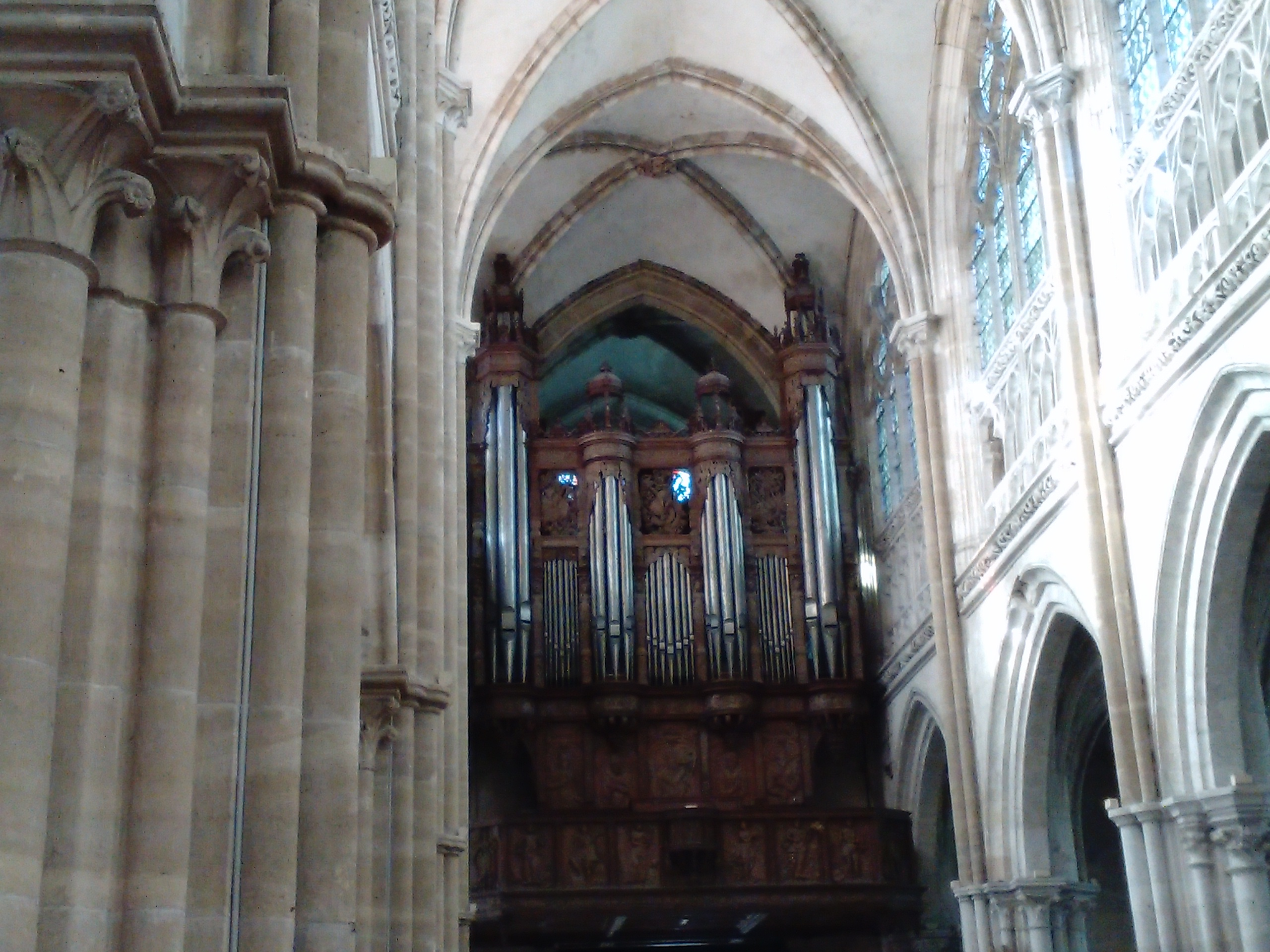
Les orgues.

#### Peintures
L'église est dépositaire de trois toiles (vers 1612) de Quentin Varin, l'auteur des Noces de Cana et maître de Nicolas Poussin : Le triomphe de la Vierge, le Martyre de Saint-Clair et le Martyre de Saint-Vincent et d'une toile de Jacques Stella : Jésus enfant retrouvé au Temple par ses parents (1640), originellement destinée à la chapelle Saint-François-Xavier du noviciat des Jésuites de Paris aujourd'hui détruite.

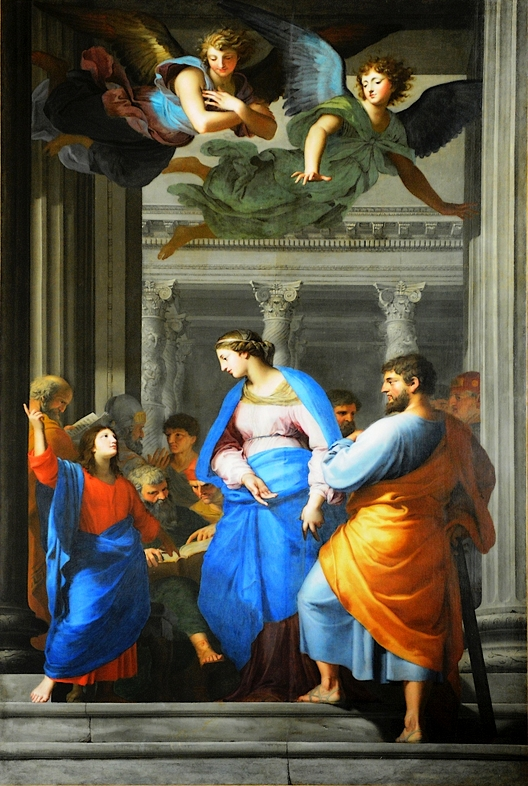
Jésus retrouvé au Temple, Jacques Stella, 1640.

#### Statuaire

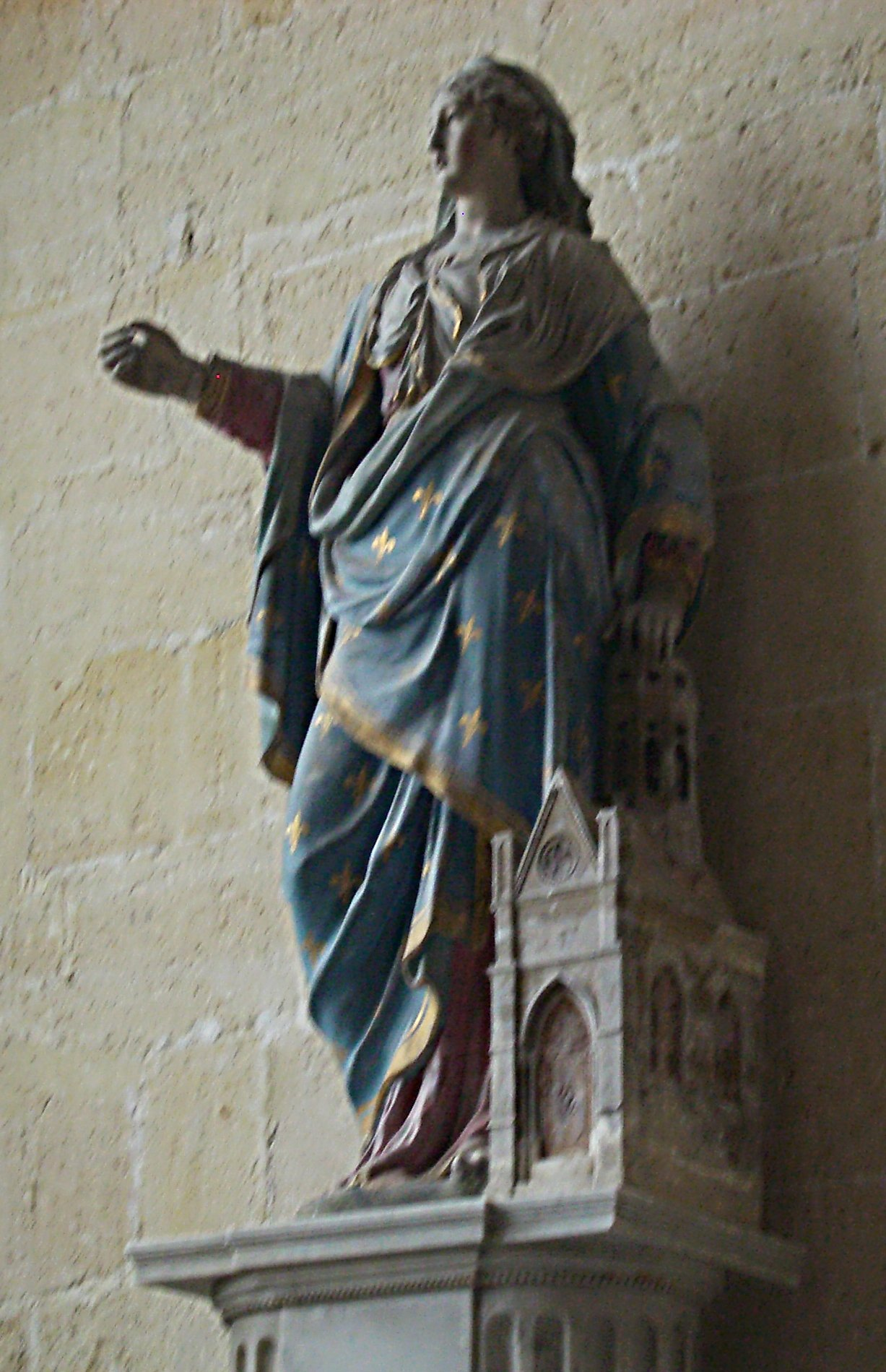
Statue de sainte Clotilde.

La chapelle du Sépulcre contient un groupe imposant représentant la mise au tombeau, qui provient de la chartreuse de Bourbon-lèz-Gaillon, du XVIe siècle.

#### Sépultures

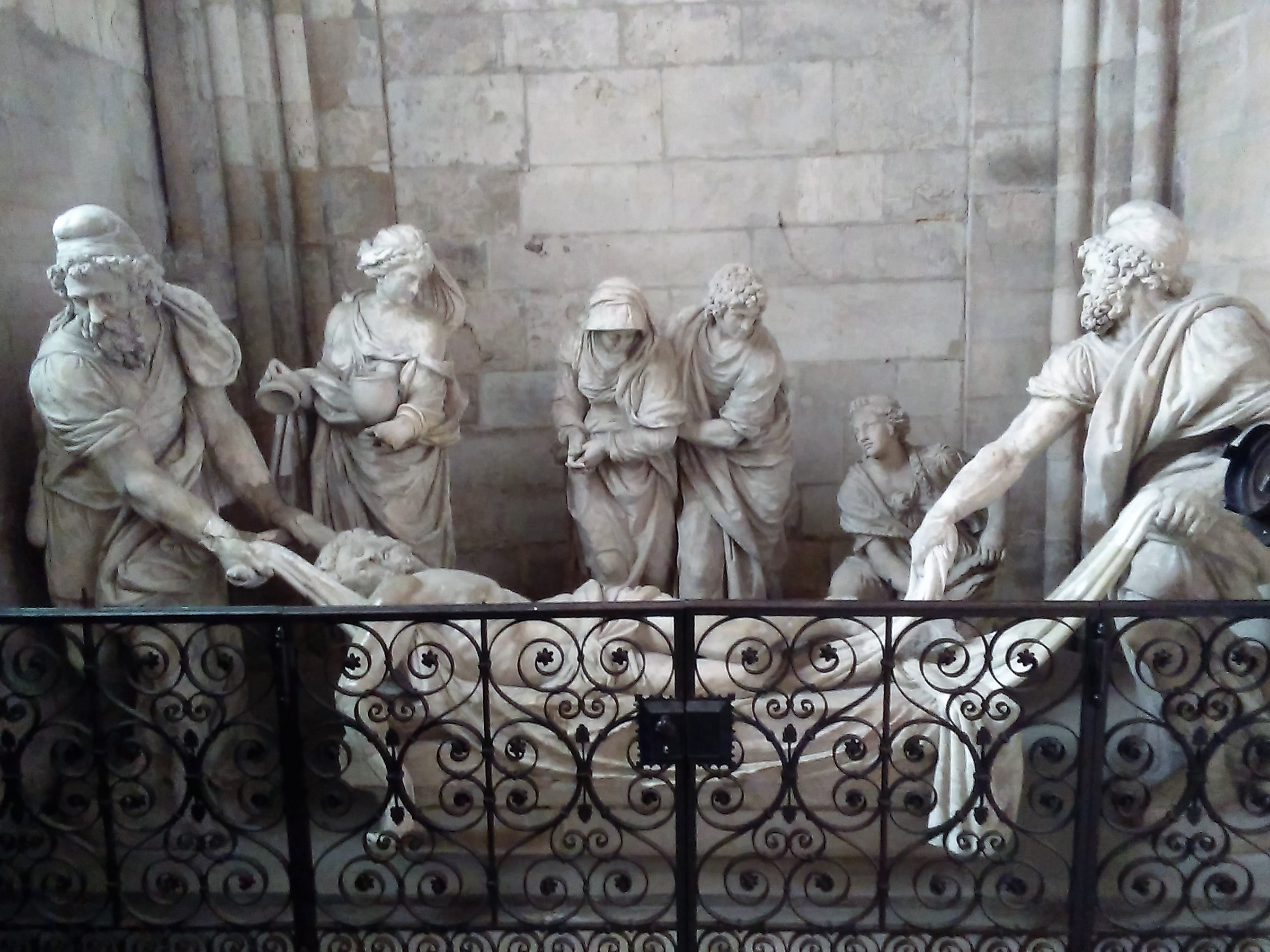
La mise au tombeau de la collégiale.

Quelques pierres tombales du XIIIe et du XVIIe siècle se trouvent dans l'église.
C'est ainsi que s'y trouve celle de Richard de Saint-Laurent (doyen du chapitre d'Andely, c. 1254) à laquelle l'archiviste eurois Henri Omont s'est intéressé.
Par ailleurs, la femme de Pierre Corneille, Marie de Lampérière, Andelysienne, et Thomas Corneille, son beau-frère, y sont inhumés, mais leur sépulture demeure introuvable.
Sainte Clotilde est particulièrement vénérée en ce lieu depuis qu'en 1656, l'église reçut en relique une côte de la sainte.
Lorsqu'en 1718, Nicolas Bertin, un ami de messieurs de Port-Royal, vint aux Andelys : dans son journal de voyage, il parle des tombeaux des anciens seigneurs de Radeval situés tout auprès du maître-autel de l'église Notre-Dame, en quelques lignes très sommaires.

### Sources
- Monographie paroissiale de l'église Notre-Dame des Andelys